# Tiro en los Juegos Olímpicos de Tokio 2020
El tiro en los Juegos Olímpicos de Tokio 2020 se realizó en el Campo de Tiro de Asaka, ubicado en la localidad homónima, al noroeste de Tokio, del 24 de julio al 2 de agosto de 2021.
En total fueron disputadas en este deporte 15 pruebas diferentes, 6 masculinas, 6 femeninas y 3 mixtas, repartidas en las dos especialidades de este deporte: 10 en tiro de precisión y 5 en tiro al plato. El programa de competiciones se modificó en relación con la edición anterior, tres pruebas masculinas fueron eliminadas, rifle en posición tendida 50 m, pistola 50 m y doble foso, y se crearon tres nuevas pruebas mixtas por equipos: pistola 10 m, rifle 10 m y foso.

## Medallistas

### Masculino
| Evento                                     | Oro                                                       | Plata                                         | Bronce                                        |
| ------------------------------------------ | --------------------------------------------------------- | --------------------------------------------- | --------------------------------------------- |
| Rifle 3 posiciones 50 m (2 de agosto)      | Zhang Changhong · República Popular China · 466,0 pts. RM | Serguei Kamenski · ROC · 464,4 pts.           | Milenko Sebić · Serbia · 448,2 pts.           |
| Rifle de aire 10 m (25 de julio)           | William Shaner · Estados Unidos · 251,6 RO                | Sheng Lihao · República Popular China · 250,9 | Yang Haoran · República Popular China · 229,4 |
| Pistola rápida de fuego 25 m (2 de agosto) | Jean Quiquampoix · Francia · 34                           | Leuris Pupo · Cuba · 29                       | Li Yuehong · República Popular China · 26     |
| Pistola de aire 10 m (24 de julio)         | Yavad Forougui · Irán · 244,8 RO                          | Damir Mikec · Serbia · 237,9                  | Pang Wei · República Popular China · 217,6    |
| Foso (29 de julio)                         | Jiří Lipták · República Checa · 43 (+7)                   | David Kostelecký · República Checa · 43 (+6)  | Matthew Coward-Holley · Reino Unido · 33      |
| Skeet (26 de julio)                        | Vincent Hancock · Estados Unidos · 59 RO                  | Jesper Hansen · Dinamarca · 55                | Abdulá Al-Rashidi · Kuwait · 46               |

### Femenino
| Evento                                | Oro                                            | Plata                                    | Bronce                                         |
| ------------------------------------- | ---------------------------------------------- | ---------------------------------------- | ---------------------------------------------- |
| Rifle 3 posiciones 50 m (31 de julio) | Nina Christen · Suiza · 463,9 pts.             | Yuliya Zykova · ROC · 461,9 pts.         | Yuliya Karimova · ROC · 450,3 pts.             |
| Rifle de aire 10 m (24 de julio)      | Yang Qian · República Popular China · 251,8 RO | Anastasiya Galashina · ROC · 251,1       | Nina Christen · Suiza · 230,6                  |
| Pistola 25 m (30 de julio)            | Vitalina Batsarashkina · ROC · 38 (+4) RO      | Kim Min-Jung · Corea del Sur · 38 (+1)   | Xiao Jiaruixuan · República Popular China · 29 |
| Pistola de aire 10 m (25 de julio)    | Vitalina Batsarashkina · ROC · 240,3 RO        | Antoaneta Kostadinova · Bulgaria · 239,4 | Jiang Ranxin · República Popular China · 218,0 |
| Foso (29 de julio)                    | Zuzana Rehák-Štefečeková · Eslovaquia · 43 RO  | Kayle Browning · Estados Unidos · 42     | Alessandra Perilli · San Marino · 29           |
| Skeet (26 de julio)                   | Amber English · Estados Unidos · 56            | Diana Bacosi · Italia · 55               | Wei Meng · República Popular China · 46        |

### Mixto
| Evento                             | Oro                                               | Plata                                              | Bronce                                           |
| ---------------------------------- | ------------------------------------------------- | -------------------------------------------------- | ------------------------------------------------ |
| Rifle de aire 10 m (27 de julio)   | Yang Qian · Yang Haoran · República Popular China | Mary Tucker · Lucas Kozeniesky · Estados Unidos    | Yuliya Karimova · Serguei Kamenski · ROC         |
| Pistola de aire 10 m (27 de julio) | Jiang Ranxin · Pang Wei · República Popular China | Vitalina Batsarashkina · Artiom Chernousov · ROC   | Olena Kostevych · Oleh Omelchuk · Ucrania        |
| Foso (31 de julio)                 | Fátima Gálvez · Alberto Fernández · España        | Alessandra Perilli · Gian Marco Berti · San Marino | Madelynn Bernau · Brian Burrows · Estados Unidos |

## Medallero
| Núm. | País                    | Oro | Plata | Bronce | Total |
| ---- | ----------------------- | --- | ----- | ------ | ----- |
| 1    | República Popular China | 4   | 1     | 6      | 11    |
| 2    | Estados Unidos          | 3   | 2     | 1      | 6     |
| 3    | ROC                     | 2   | 4     | 2      | 8     |
| 4    | República Checa         | 1   | 1     | 0      | 2     |
| 5    | Suiza                   | 1   | 0     | 1      | 2     |
| 6    | Eslovaquia              | 1   | 0     | 0      | 1     |
| 6    | España                  | 1   | 0     | 0      | 1     |
| 6    | Francia                 | 1   | 0     | 0      | 1     |
| 6    | Irán                    | 1   | 0     | 0      | 1     |
| 10   | San Marino              | 0   | 1     | 1      | 2     |
| 10   | Serbia                  | 0   | 1     | 1      | 2     |
| 12   | Bulgaria                | 0   | 1     | 0      | 1     |
| 12   | Corea del Sur           | 0   | 1     | 0      | 1     |
| 12   | Cuba                    | 0   | 1     | 0      | 1     |
| 12   | Dinamarca               | 0   | 1     | 0      | 1     |
| 12   | Italia                  | 0   | 1     | 0      | 1     |
| 17   | Kuwait                  | 0   | 0     | 1      | 1     |
| 17   | Reino Unido             | 0   | 0     | 1      | 1     |
| 17   | Ucrania                 | 0   | 0     | 1      | 1     |
|      | TOTAL                   | 15  | 15    | 15     | 45    |